# Hieronyma clusioides
Hyeronima clusioides (Tul.) Muell.-Arg., conocido como cedro macho, crece únicamente en Puerto Rico. Es un árbol alto y recto, con una corteza áspera y de color pardo y con hojas elípticas con pecíolos largos. El duramen del cedro
macho es un tanto duro y pesado, y se vuelve de un vivo color pardo oscuro con la exposición. Se puede utilizar para la
manufactura de muebles finos y otros artículos de utilidad, y se vería usado mucho más de ser más abundante.

## Distribución
El cedro macho es endémico a Puerto Rico. Ha sido observado a través de las tierras elevadas húmedas de la isla, en particular en las colinas de piedra caliza de la región norteña. La mayoría de los reportes sobre árboles regenerados de manera natural proceden de áreas que no han sido cortadas en su totalidad.

## Descripción
Las flores son minúsculas, de color verde amarillo y de 3 mm de diámetro, aparecen en ramas pequeñas laterales y sin hojas. Las flores masculinas y femeninas se producen en árboles separados (es una especie dioica). La floración tiene
lugar principalmente durante el verano y el otoño, seguida por la producción de frutos del final del verano hasta el
invierno. Los frutos miden aproximadamente 2 mm de largo; las semillas son casi esféricas y de cerca de la mitad del tamaño de la fruta. La fruta muestreada del cedro macho promedió 0.0176 g por fruta.